# تلویزیون ایرانیان
تلویزیون ایرانیان (آی.آر.تی.وی: IR TV و پیش‌تر پرشن تی.وی: Persian TV) نخستین شبکه تلویزیونی فارسی‌زبان در ایالات متحده آمریکا است.

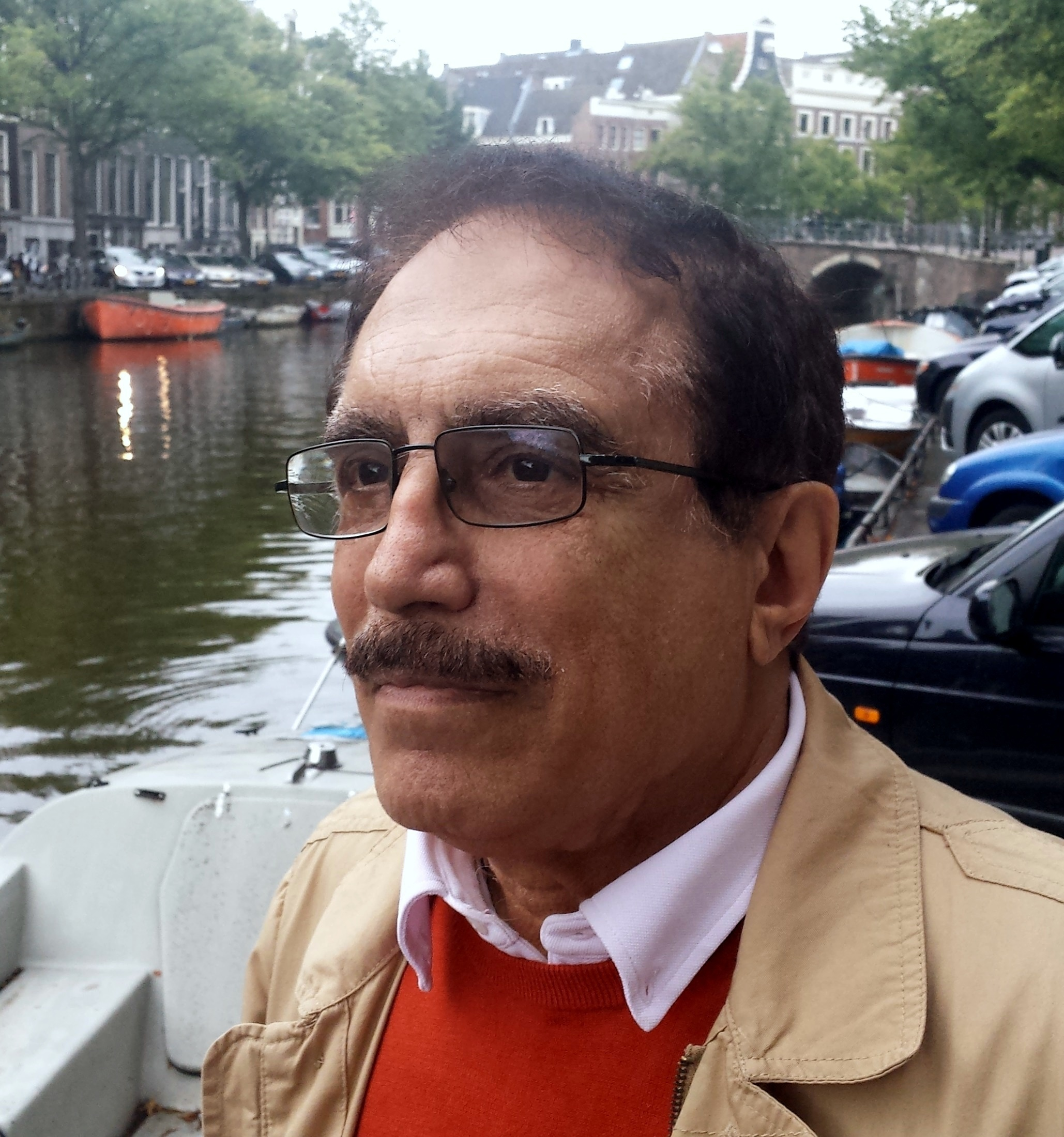
علی لیمونادی، بنیانگذار تلویزیون ایرانیان در لس آنجلس

این شبکه از سال ۱۹۸۱ (۱۳۶۰) فعالیت خود را در لس آنجلس به مدیریت علی لیمونادی، فیلمساز آغاز کرد و اکنون یکشنبه‌ها ساعت ۱۱ بامداد، از کانال ۱۸ لس آنجلس قابل دریافت است.
تلویزیون ایرانیان در سال ۲۰۱۴ به فعالیت‌های رسمی هفتگی خود به صورت یک تلویزیون کابلی در جنوب کالیفرنیا پایان داد و پخش برنامه‌های خود را از راه شبکه ماهواره‌ای "ایران فردا" ادامه داد.
آرشیو تلویزیون ایرانیان در برگیرنده گزارش‌های و گفتگوهایی بی‌شماری با ایرانیان مقیم خارج از کشور در زمینه‌های سیاسی، اجتماعی و فرهنگی-هنری است.در این باره می توان به گفتگو با نادر نادرپور و سیمین بهبهانی اشاره کرد.